# Foreign Spaces
Foreign Spaces ist eine deutsche Musikband aus Schliersee, die im Genre der Elektronischen Musik bzw. der Synthesizermusik spielt.
Die Anfänge der Band gehen auf die frühen 1980er Jahre zurück, als der Musiker Georg Reiter, der zuvor in diversen Rockbands aktiv war, sich zunehmend dem Experimentieren mit Synthesizern widmete und sich dabei auch von bekannten Künstlern des Genres wie Jean Michel Jarre oder Tangerine Dream inspirieren ließ. 1983 gründete er die als Foreign Spaces benannte Band zunächst zusammen mit den Musikern Thomas Geldhauser, Werner Kolb und Serge Dowe. Nachdem die Band einige Stücke aufgenommen hatte, ging sie in dieser Besetzung aufgrund diverser Unstimmigkeiten wieder auseinander. In den nächsten Jahren wechselte die Zusammensetzung der Band mehrmals; zeitweise machten Reiter und Geldhauser nur als Duo weiter. Bis 1990 entstanden zahlreiche Instrumentalstücke, darunter auch für Theater, Künstlerausstellungen oder Werbevideos.
Nach einer vierjährigen Pause formierten sich die Foreign Spaces schließlich zu einem Duo aus Georg Reiter und Christian Feher. Ab dann entstanden auch mehrere gepresste CD-Alben, darunter die erste CD Ufo Breakfast aus dem Jahre 1995. Diese brachte der Band, auch durch Auftritte in der WDR-Sendung „Schwingungen“, solide Bekanntheit in der Elektronik-Szene.
Ein Teil des bislang nicht offiziell veröffentlichten Materials aus den 1980er Jahren wurde 2003 durch das Fachlabel SynGate auf der CD Spheres aufgelegt.
Stilistisch stellt die Musik der Foreign Spaces eine melodisch-„spacige“ Anspielung an die klassische Berliner Schule dar.

## Diskografie
- The Chieming Concert (1984)
- It's In My Head (1994, Aufnahmen von 1983 bis 1989)
- Imagination – Pictures – Music (1994, Aufnahmen von 1985 bis 1989)
- UFO Breakfast (1995)
- Being Creature (1996)
- Dark Star (1997)
- Phaeton (2000)
- Spheres (2003, Aufnahmen von 1984 bis 1989)